# Брянская митрополия
Бря́нская митропо́лия — митрополия Русской православной церкви, образованная в пределах Брянской области. Объединяет Брянскую и Клинцовскую епархии.

## История создания
Митрополия образована решением Священного Синода Русской православной церкви от 29 мая 2013. Главой митрополии был назначен правящий архиерей Брянской епархии Александр (Агриков).

## Состав митрополии
Митрополия включает в себя 2 епархии:

### Брянская епархия
Территория: город Брянск, Брасовский, Брянский, Выгоничский, Дубровский, Дятьковский, Жирятинский, Жуковский, Карачевский, Комаричский, Навлинский, Рогнединский, Севский, Суземский районы Брянской области.

### Клинцовская епархия
Территория: Гордеевский, Злынковский, Клетнянский, Климовский, Клинцовский, Красногорский, Мглинский, Новозыбковский, Погарский, Почепский, Стародубский, Суражский, Трубчевский и Унечский район Брянской области.